# 小清水亜美と喜多村英梨のコンチェルトゲートパーティ
『小清水亜美と喜多村英梨のコンチェルトゲートパーティ』（こしみずあみときたむらえりのコンチェルトゲートパーティ）は、文化放送のラジオ番組である。パーソナリティは小清水亜美と喜多村英梨。2009年4月11日放送開始。
文化放送の番組表では「小清水亜美と喜多村英梨のコンチェルトゲートパーティ」だが、超!A&G+では「小清水亜美と喜多村英梨のコンチェルトゲート パーティ」（スペースが入る）になっている。そのほか、報道等では表記に揺らぎがあることも多い。
ゲームポット社（2009年4月より移管）のMMORPG『コンチェルトゲート フォルテ』のプロモーション番組である。

## 放送・配信
- 文化放送 土曜 25:30 - 26:00 ナイター中継延長により繰下げ・休止の場合あり
- 超!A&G+ 翌週木曜 23:00 - 23:30（リピート：翌週金曜 11:00 - 11:30）[1]
- 『コンチェルトゲート フォルテ』公式サイト 翌週月曜からオンデマンドストリーミング配信（ログインが必要）。バックナンバーは数回分。

## コーナー
各々の企画は番組タイトルにちなみ「○○パーティ」と名づけられる。コーナーの多くは不定期で、毎週やるコーナーは少ない。
オープニング
番組開始時の挨拶は「○○(週変わりのお題)は○○○○、はーいコンチェルト、○○こと○○○○(自己紹介)です」と2人が順に述べ、そのあとお題についてトーク。
普通のおたよりパーティ
ふつおたを紹介するコーナー。
こっさん・きたえり無敗のゲームパーティ
主に、ゲストが来た週にゲストと対戦する。パーソナリティ2人は「チームコンチェルト」としてチームを組むこともある。
行われたゲームの内容
Not10・20・30&シークレットドボン（個人戦）
ルール
- ゲームを行う前に紙に30までの数字を1つ書く（もちろん10・20・30を書いてはいけない）。
- 1から30の数字を順番に最大3つまで言う。
- 30まで言い終わったら、いったん終了。10・20・30を誰が言ったかを発表する。その後、紙に書かれた数字を発表しそれを合わせて、より言わなかった方が勝ち。

粉雪ロングボイス対決（チーム戦）
ルール
- レミオロメンの「粉雪」のサビ「粉雪」をいかに長く(息継ぎなしで)歌えるかで対決。
- 対戦順はスタッフが決める。
- 先に2勝した方が勝ち。ただし、2戦終わって1勝ずつのときは勝った方同士で決定戦を行う。

## ゲスト
- 第3回（2009年4月25日） - 三瓶由布子、名塚佳織（チームエウレカ）
- 第6回（2009年5月16日） - 後藤邑子
- 第9回（2009年6月6日） - 植田佳奈
- 第10回（2009年6月13日） - 茅原実里
- 第12、13回（2009年6月27日、7月4日） - 井口裕香
- 第15回（2009年7月18日） - 阿澄佳奈
- 第17回（2009年8月1日） - 新谷良子
- 第19回（2009年8月15日） - 門脇舞以
- 第20回（2009年8月22日） - 川澄綾子、能登麻美子
- 第21回（2009年8月29日） - 生天目仁美、伊藤静
- 第24回（2009年9月19日） - 真堂圭
- 第26回（2009年10月3日） - 井口裕香

## ポッドキャスト
文化放送での放送直後、podcastで「反省会」が配信される。

## エピソード
- 番組発表は、2009年3月21日の東京国際アニメフェア2009の文化放送ブースでのイベントで発表された。この放送枠の4月新番組はタイトルや内容も未公開で、イベントのタイトル・内容も直前までシークレットだった。
- 番組での小清水の愛称は「こっさん」。リスナー投票により、第4回で決定した。
- 第12・13回放送では、通常のスタジオではなく文化放送13階のリラックスフロアで収録が行われた。パーソナリティ2人とゲストの井口裕香は浴衣を着て、流しそうめんなどが行われた[2]。
- 第26回放送は最終回となり、公開録音の模様が放送された。